# 千葉晴久
千葉 晴久 （ちば はるひさ、1951年〈昭和26年〉6月3日 - 2006年〈平成18年〉2月8日）は、日本の元アルペンスキーヤー。

## 来歴
1951年、北海道旭川市出身。北日本学院高校（現在の旭川大学高校）から進学した専修大学在学中、1972年札幌オリンピックと1976年インスブルックオリンピックに出場した。1972年第50回全日本スキー選手権大会アルペン競技「回転」で優勝。札幌オリンピック大回転19位。プロに転向する SRAプロスキーサーキットプロレレースに参戦し、日本人初の優勝。
後進の指導に取り組み選手層を厚くするため、1986年に任意団体会長、長野オリンピック開催の1998年にNPO法人ナスターレース協会初代会長に就任。2002年ソルトレークシティオリンピックではコーチを務めた。
2006年2月8日、肝不全のため東京都内で死去。54歳没。

## 著作
- 千葉晴久「ガッツ・スキーレーシング : 千葉晴久の草大会必勝法	」『スキージャーナル』、1979年11月。全国書誌番号:80007477。

## 参照資料
1. 1 2 3  “千葉晴久氏死去／札幌など冬季五輪アルペン代表”. 四国新聞. (2006年2月10日) 2019年9月28日閲覧。
2. 1 2 3  “連載23 記録に見る日本のスキー競技史1923年、日本のスキー競技ははじまった”.   公益財団法人全日本スキー連盟. 2019年10月3日閲覧。
3. ↑  “Haruhisa Chiba Olympic Results”.  Sports Reference LLC. 2020年4月17日時点のオリジナルよりアーカイブ。2018年3月16日閲覧。
4. 1 2  三浦 豪太. “ナスターレース協会 National Standard Race | 概要 | 2019 | 沿革”.  特定非営利活動法人ナスターレース協会. 2019年10月3日閲覧。 “1986年7月設立準備委員（スキー場経営企業）から任意団体のナスターレース協会設立 [名誉会長/猪谷 千春, 会長/千葉 晴久]スタート 事務局(株)フロンティア内”
5. ↑  “第19回オリンピック冬季競技大会代表選手 > プロフィール > スキー・スノーボードの日本代表選手団一覧 > コーチ 千葉 晴久（ちば はるひさ）”.   公益財団法人日本オリンピック委員会. 2019年9月28日閲覧。

## 関連資料
- 土谷守生『月刊スキーグラフィック Ski graphic』2月号、ノースランド出版;  芸文社、2019年1月10日。NCID AN10455988